# Rifugio Massimo Rinaldi
Il rifugio Massimo Rinaldi è un rifugio situato nei Monti Reatini, nel comune di Micigliano (in provincia di Rieti, Lazio), sulla cima del Monte Terminilletto, a 2.108 m s.l.m, nel gruppo del Monte Terminillo.

## Storia

### Il Rifugio Umberto I

Il Rifugio Umberto I in una foto del 1908

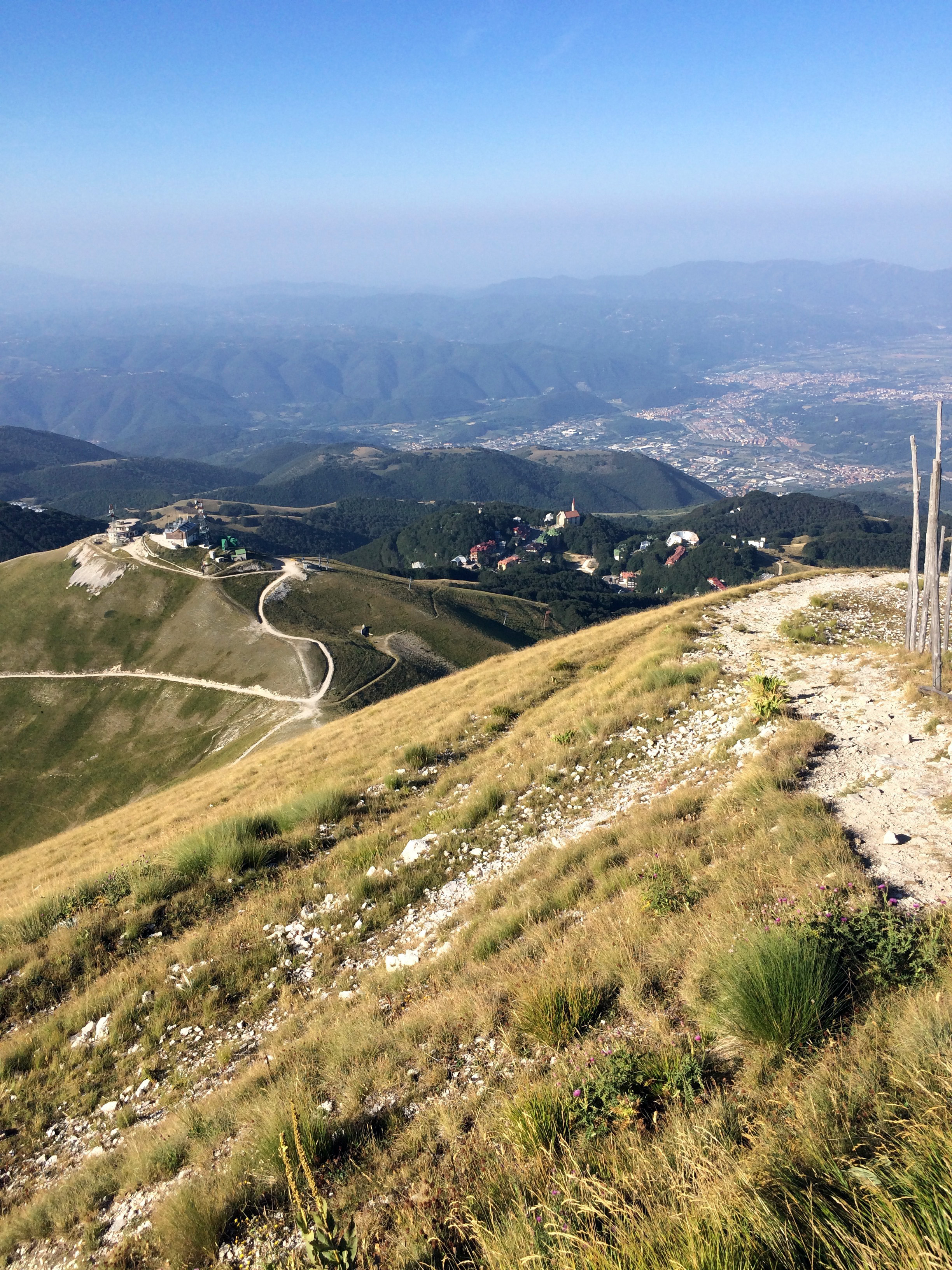
Vista dal Rifugio verso il Monte Terminilluccio, Pian de' Valli e la Piana Reatina

Il rifugio nacque nei primi anni del Novecento, agli albori dell'esplorazione del monte Terminillo, quando ancora non esisteva la strada carrabile e la montagna era raggiungibile solo a piedi.
La sua realizzazione si deve alla sezione di Roma del Club Alpino Italiano, che ne affidò la progettazione all'ingegner Carlo Ignazio Gavini. Il costo totale fu di 7000 lire e venne sostenuto dalla sede centrale e dalla sezione romana del CAI, dal re Umberto I, dai ministri del governo e dai comuni pedemontani.
L'edificio fu realizzato a Roma nel 1900 con elementi prefabbricati in legno, in modo che potesse essere facilmente smontato e trasportato a dorso di mulo, ed aveva un peso di 17 tonnellate. Prima della sua installazione, la struttura fu esposta all'esposizione internazionale di Parigi del 1900 insieme ad alcuni acquerelli di Antonino Calcagnadoro, dove il progetto fu premiato con la medaglia d'oro.
Nell'estate del 1901 la struttura venne trasportata e montata sulla cima del monte Terminilletto, che era stata opportunamente spianata, e fu rivestita esternamente di muratura e metallo. Le pareti erano formate da due strati di tavole di legno, con un'intercapedine di 15 centimetri tra i due strati per migliorare l'isolamento termico. Lo spazio interno fu diviso per mezzo di tramezzi in legno, in modo da poter restringere o allargare le stanze a seconda delle necessità.
La struttura prese il nome di Rifugio Umberto I; era stato pensato per alloggiare 12 persone, ma poteva arrivare ad ospitarne anche 36. Fu il primo rifugio a sorgere sul Terminillo, e contribuì non poco a far crescere il numero di visitatori della montagna; il turismo poi "esplose" negli anni Trenta, con la realizzazione della Via Terminillese e delle piste da sci.
Nel 1943, durante la seconda guerra mondiale, un aereo alleato scambiò il rifugio per una postazione militare e vi sganciò una bomba: l'edificio venne danneggiato gravemente con il crollo del tetto e di una parte del muro esterno in pietra. Le riparazioni provvisorie non servirono a molto, e alla fine degli anni Quaranta il rifugio dovette essere abbandonato.

### Il Rifugio Massimo Rinaldi
Nel 1966 il CAI di Rieti decise di ricostruire il rifugio, che venne riedificato sulle macerie dell'Umberto I e con aspetto esterno identico a quello precedente. Il rifugio venne inaugurato nel 1969 e intitolato a Massimo Rinaldi, vescovo di Rieti dal 1924 al 1941, appassionato di montagna e sostenitore dello sviluppo turistico del Terminillo.

## Caratteristiche e informazioni

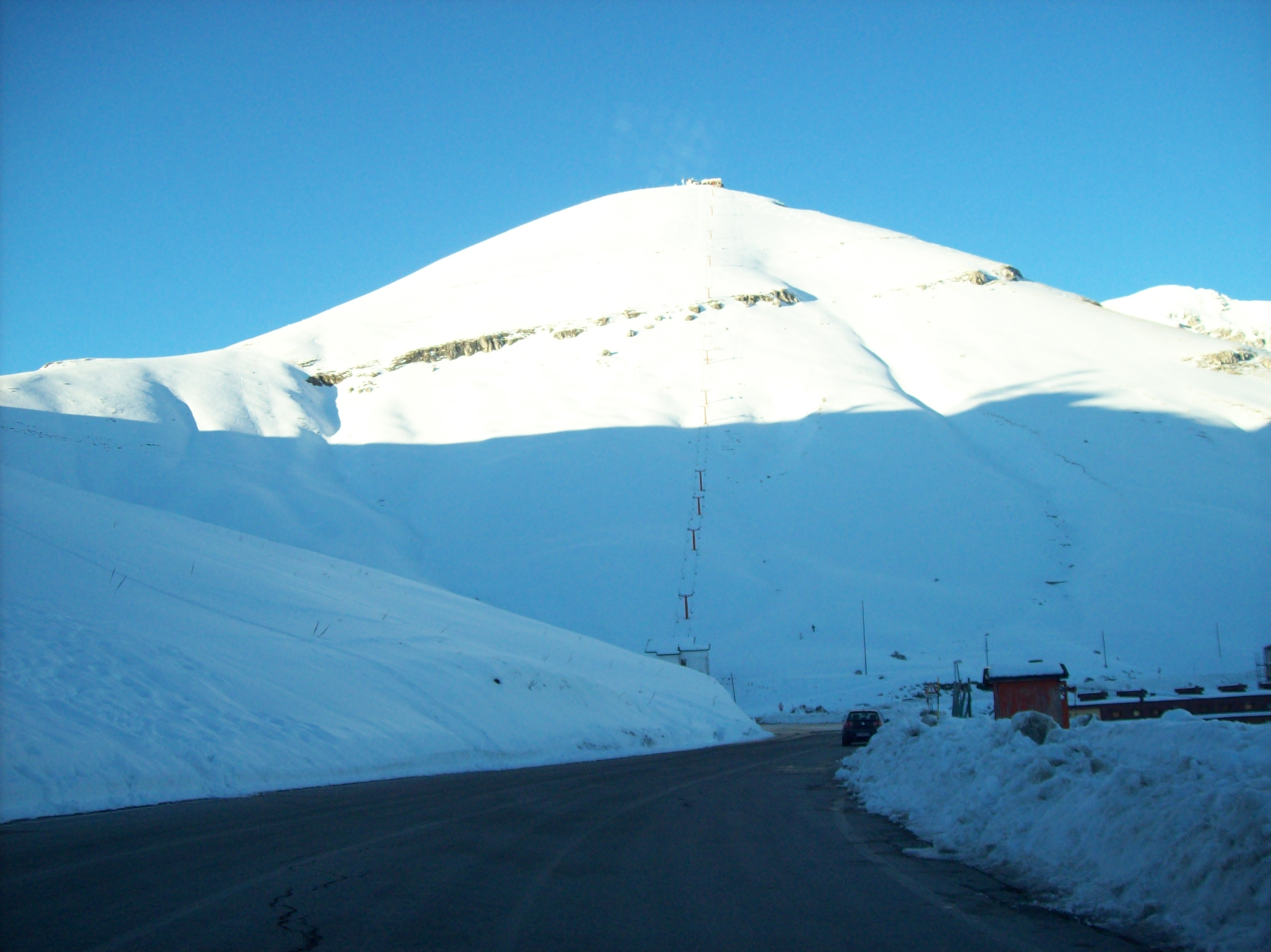
La seggiovia dismessa che conduceva al rifugio dalla strada provinciale 10 Turistica del Terminillo a Rialto Terminillo

Il rifugio è dotato all'esterno di un'ampia terrazza, dalla quale si gode di un notevole panorama.
Ai quattro angoli dell'edificio si trovano altrettante pietre provenienti dai quattro santuari della Valle Santa Reatina (Greccio, Fonte Colombo, Poggio Bustone e la Foresta), collocate nel 1969 per commemorare il passaggio di San Francesco in questi territori.
All'esterno del rifugio si trova un busto bronzeo di Massimo Rinaldi, realizzato nel 2002 dallo scultore Dino Morsani.

## Accessi
Nella classificazione del CAI il rifugio rientra nella categoria C. La struttura, infatti, è raggiungibile esclusivamente per mezzo del sentiero CAI n. 401, che parte da Campo Forogna (1675 m) e arriva al monte Terminilletto (2108 m) con tempo di percorrenza di circa un'ora.
Fino a pochi anni fa il rifugio era servito da una seggiovia che lo collegava alla località Rialto dove passa la strada provinciale 10 Turistica del Terminillo, ma l'impianto è stato successivamente dismesso.